# World Philharmonic Orchestra
Das World Philharmonic Orchestra (WPO) ist ein internationales Sinfonieorchester in Genf.
Es wurde 1985 in Stockholm von Marc Verriere und Françoise Legrand gegründet. Schirmherren sind die Vereinten Nationen, Nobel-Stiftung und UNICEF. Einmal im Jahr spielen über 100 Solisten aus 80 Ländern. Führende Orchester der Welt wie das Concertgebouw-Orchester, Berliner Philharmoniker, Wiener Philharmoniker, London Symphony Orchestra und Chicago Symphony Orchestra entsenden Musiker. Die Solisten werden von ihren Orchestern ausgesucht und können am WPO nur ein Mal teilnehmen.
Das Orchester gewann den Grand Prix du Disque der Akademie Charles Cros in Paris.

## Ehrenkomitee
- Maurice Béjart
- Natalie Dessay
- Henri Dutilleux
- Carlo Maria Giulini
- Barbara Hendricks
- Herbert von Karajan
- Lorin Maazel
- Marlos Nobre
- Jessye Norman
- Seiji Ozawa
- Georges Prêtre
- Mstislaw Rostropowitsch
- Ravi Shankar